# (72) Feronia
(72) Feronia – planetoida z pasa głównego planetoid okrążająca Słońce w ciągu 3 lat i 151 dni w średniej odległości 2,27 j.a. Została odkryta 29 maja 1861 roku w Clinton położonym w hrabstwie Oneida, w stanie Nowy Jork przez Christiana Petersa. Nazwa planetoidy pochodzi od Feronii, bogini z mitologii rzymskiej.